# Ферми (единица измерения)
Фе́рми (русское обозначение: Ф, Фм; международное: F, Fm) — внесистемная единица измерения длины и расстояния, применяющаяся в ядерной физике и физике элементарных частиц. Названа в честь итальянского физика Энрико Ферми. Ферми отличается от фемтометра лишь названием — по величине ферми и фемтометр совпадают и равны 10−15 м. Единица удобна для применения в ядерной физике, поскольку характерные размеры атомного ядра R составляют несколько ферми:
{\displaystyle R=r_{0}A^{\frac {1}{3}}},
где r0 ≈ (1,2…1,3)⋅10−15 м, A — общее число нуклонов в ядре.
Единица была предложена американским физиком Робертом Хофштадтером в 1956 году.